# Ruatapu (Nouvelle-Zélande)
Ruatapu est une petite localité du district du Westland dans la région de la West Coast de l’Île du Sud de la Nouvelle-Zélande.

## Toponymie
Le nom de la ville vient de Ruatapu, une figure de la mythologie  Māori.

## Situation
La ville est localisée sur bande étroite de terre située entre la mer de Tasman  et le lac Mahinapua (en), une étendue d'eau peu profond qui était autrefois un lagon côtier.
La route State Highway 6/S H 6 circule à travers la ville de Ruatapu, la reliant aux villes proches d’Hokitika et de Ross.

## Activité économique
L’économie de la ville est basée sur l’agriculture, ainsi qu’une importante scierie, dont le fonctionnement est assuré par la société « Westco Lagan », qui débite essentiellement des Radiata Pine pour d’autres utilisateurs dans Christchurch .

## Histoire
Le 9 novembre 1906, la ligne de chemin de fer de la ligne Midland, circulant de la ville de Greymouth vers celle d’Hokitika, fut pourvu d'un embranchement ferroviaire vers la localité de Ruatapu.
Ruatapu devint ainsi un terminus du chemin de fer jusqu’au 1er avril 1909, quand fut ouvert le prolongement de la ligne vers la ville de Ross, et qui devint connu sous le nom de branche de Ross (en).
Le service de passagers cessa le 9 octobre 1972 et la ligne ferma à tous les trafics le 24 novembre 1980.
Certains des  ballasts  près de Ruatapu peuvent encore maintenant être utilisés pour y conduire en voiture.
Une importante tempête en octobre 1915 arracha le toit de la scierie (dont le fonctionnement à cette époque était assuré par Butler Bros.). Elle démolit un refuge, et déplaça une autre maison de ses fondations.